# The Sheriff's Duty
The Sheriff's Duty è un cortometraggio muto del 1916 scritto e diretto da Tom Mix. Prodotto dalla Selig Polyscope Company, il film aveva come interpreti Joe Ryan, Pat Chrisman, Betty Keller, Sid Jordan.

## Trama
Gibbons, lo sceriffo, è innamorato di Betty, la figlia di Dan Nelson, un vecchio minatore. La ragazza ha un altro pretendente, Ed Jones che, dopo essere stato respinto, minaccia il padre di Betty, rubando il suo oro. Lo sceriffo e la ragazza trovano in vecchio in brutte condizioni. Si organizza una battuta per prendere il ladro e presto l'oro viene recuperato. Mentre Jones viene portato in cella, Gibbons rimane con la sua ragazza, accogliendola in un abbraccio.

## Produzione
Il film fu prodotto dalla Selig Polyscope Company.

## Distribuzione
Distribuito dalla General Film Company, il film - un cortometraggio in una bobina - uscì nelle sale cinematografiche statunitensi il 13 maggio 1916.